# هواپیمایی آریا
شرکت هواپیمایی آریا یکی از شرکت‌های متعلق به بخش خصوصی در ایران بود که مرکز فعالیت‌های این شرکت در تهران جای داشت. مجوز پروازی این شرکت پس از حادثهٔ سقوط پرواز شماره ۱۵۲۵ آریا در تاریخ دوم مرداد ۱۳۸۸ لغو شد.

## تاریخچه
آریا در سال ۱۳۷۹ خورشیدی توسط دو تن از خلبانان صنعت هواپیمایی ایران، خلبان اصغر عبدالله پور و خلبان مهدی دادپی (وی در جریان سانحه هواپیمای ایلیوشین آریا در فرودگاه مشهد کشته شد) افتتاح شد. مهدی دادپی از خلبانان شکاری نیروی هوایی در طول جنگ ایران و عراق و همچنین فرماندهٔ پایگاه هوایی مهرآباد بود. وی پس از بازنشستگی از ارتش اقدام به تأسیس این شرکت کرد.
آریا پروازهای خود را با بهره‌گیری از هواپیماهای استیجاری یاک ۴۰ و توپولف ۱۵۴ آغاز نمود.
در سال ۱۳۸۲ این شرکت موفق به خرید دو فروندفوکر ۵۰ شد و پروازهای خود را در مسیر کیش و بندرعباس به دوبی به صورت منظم برقرار نمود.

## مقصدهای پروازی
ایران
- جزیره کیش
- بندرعباس
- مشهد

 امارات متحده عربی
- شهر دبی

## ناوگان
ناوگان آریا شامل هواپیماهای زیر می‌باشد:
- ۳ فروند فوکر ۵۰
- ۴ فروند ایلیوشین ایل-۶۲ام (اجاره شده از شرکتهای Sayat Air و deta air قزاقستان)

## سوانح
در تاریخ دوم مرداد ۱۳۸۸ حدود ساعت ۱۸ و ۱۰ دقیقه بعدازظهر هواپیمای مسافری ایلیوشین شرکت هواپیمایی آریا با شماره پرواز ۱۵۲۵ که از تهران عازم مشهد بود هنگام فرود در باند فرودگاه مشهد دچار سانحه شد. هواپیما هنگام فرود در باند فرودگاه منحرف شده و به دیواره برخورد کرده است. از ۱۵۳ نفر مسافر هواپیمای سانحه دیده حدود ۳۰ نفر مجروح و ۱۶ نفر کشته شدند. از میان کشته شدگان خدمه و کادر پرواز، ۹ نفر کادر پروازی با تابعیت کشور قزاقستان و ۴ نفر دیگر خدمه ایرانی بودند.رئیس هیئت مدیره شرکت هواپیمایی آریا (امیر سرتیپ خلبان مهدی دادپی) نیز جزو کشته شدگان سانحه هوایی مشهد بود.
همچنین در این پرواز ۲ نفر از خدمه پرواز ایرانی هواپیمایی آریا هم کشته شدند:
1. خلبان محمد جواد گرجی پور
2. سرمهماندار مژگان پاتپور